# La figliastra (Storia di corna e di passioni)
La figliastra (Storia di corna e di passioni) è un film italiano del 1976 diretto da Edoardo Mulargia.

## Trama
La moglie del barone siciliano Cocò Laganà muore di attacco cardiaco mentre è intenta ad avere un rapporto sessuale con il giardiniere Fefè. Successivamente Cocò sposa Nadia, una vedova del Nord Italia, la cui bella e giovane figlia Daniela va a vivere con loro. Sia Cocò che Fefè (quest'ultimo nel frattempo ha sposato Agata, la sorella ninfomane di Cocò), tentano un approccio con Daniela, ma senza successo. La situazione si complica allorché si insinua il problema di una grossa eredità, di cui Cocò potrà entrare in possesso solamente se dotato di prole, che la sua prima moglie non ha fatto in tempo a dargli mentre la seconda non può più avere.